# Xã Sibley, Quận Sibley, Minnesota
Xã Sibley (tiếng Anh: Sibley Township) là một xã thuộc quận Sibley, tiểu bang Minnesota, Hoa Kỳ. Năm 2010, dân số của xã này là 255 người.